# چاکرا (موتور جی‌اسکریپت)
چاکرا یک موتور اختصاصی جی‌اسکریپت است که توسط مایکروسافت توسعه یافته‌است و در مرورگر اینترنت اکسپلورر استفاده می‌شود.
مایکروسافت بعداً یک موتور جاوا اسکریپت جدید برای مرورگر اج توسعه داد که به طرز گیج کننده‌ای نام این موتور را نیز چاکرا گذاشت.

## امکانات
یکی از ویژگی‌های متمایز این موتور این است که اسکریپت‌های JIT را روی یک هسته CPU جداگانه، موازی با مرورگر وب، کامپایل می‌کند. اگرچه مایکروسافت در گذشته اشاره کرده بود که عناصر دیگر، مانند رندرینگ و صف‌آرایی به همان اندازه برای عملکرد کلی مرورگر مهم هستند، پیشرفت‌های آن‌ها در موتور در پاسخ به مرورگرهای رقیب در حال تکامل بود درحالی‌که IE8 در مقایسه با آن‌ها از نظر سرعت پردازش اسکریپت سمت کاربر عقب مانده بود.

## تاریخچه
آزمایش‌های SunSpider در ۱۸ نوامبر ۲۰۰۹ نشان داد که نسخه PDC اینترنت اکسپلورر ۹ اسکریپت‌ها را بسیار سریع‌تر از اینترنت اکسپلورر ۸ اجرا می‌کند، اما از Firefox 3.6، کروم ۴، و وب‌کیت کندتر است. آزمایش مشابهی که در ۱۵ مارس ۲۰۱۰ انجام شد، نشان داد که اولین پیش‌نمایش پلتفرم اینترنت اکسپلورر ۹ (با استفاده از نسخه فعلی چاکرا) سریع‌تر از فایرفاکس (با اسپایدرمانکی) است اما از سافاری و کروم و اپرا کندتر است.
در ۸ مارس ۲۰۱۱، مایکروسافت نتایجی را منتشر کرد که نشان می‌داد اینترنت نسخه ۳۲ بیتی اینترنت اکسپلورر ۹ سریع‌تر از سافاری، فایرفاکس، کروم و اپرا است.
آزمایش‌های عملکرد مارس 2011 ZDNet به این نتیجه رسیدند که اینترنت اکسپلورر ۹ (۳۲ بیتی)، کروم ۱۰ و فایرفاکس ۴ «به هم نزدیکند.»
در سال ۲۰۱۲، نسخه‌های بعدی چاکرا، مانند نسخه موجود در اینترنت اکسپلورر ۱۰، تغییرات بیشتری در عملکرد، از جمله کامپایل JIT در معماری‌های x64 و معماری آرم، و بهینه‌سازی‌های مربوط به محاسبات ممیز شناور و بازیافت حافظه ارایه کردند.